# جوها سالو
جوها سالو (بالفنلندية: Juha Salo) مواليد 28 فبراير 1976، هو سائق راليات فنلندي. بدأ مسيرته في سنة 1997. كان أول رالي له هو رالي فنلندا 1997. تسابق في بطولة العالم للراليات.

## روابط خارجية
- جوها سالو على موقع eWRC-results.com (الإنجليزية)